# Ciclón Phet
Phet fue un ciclón tropical que se desarrolló en 2010, el segundo más intenso registrado en el Mar Arábigo, solo por detrás del Ciclón Gonu de 2007. En el comienzo de su formación se desplazó hacia el noroeste en dirección a Omán, pero posteriormente su trayectoria fue cambiando hacia el norte antes de rozar la Península arábiga y continuar después hasta las costas de Pakistán. El Ciclón Phet tocó finalmente tierra el 6 de junio a las 4:30 GMT en las cercanías de Karachi. "Phet" es una palabra del tailandés que significa "diamante".